# Towanda (Kansas)
Towanda è un comune degli Stati Uniti d'America, situato nello Stato del Kansas, nella contea di Butler.
Towanda è stata fondata nel 1870  e incorporata nel 1905.  Towanda è un nome in lingua Osage che significa "grande villaggio".
La città fu gravemente danneggiata da un ciclone nel 1892.